# MAS (München)
MAS is een historisch merk van motorfietsen:
De bedrijfsnaam was: MAS Motorradbau, München.
Het merk MAS was een kleine Duitse producent van 183 cc tweetakten. De productie duurde maar kort: het merk bestond van 1923 tot 1924.